# Louise Talma
Louise Juliette Talma (ur. 31 października 1906 w Arcachon, zm. 13 sierpnia 1996 w Saratoga Springs) – amerykańska kompozytorka, wykładowczyni.

## Życiorys
Studiowała chemię na Uniwersytecie Columbia, a także uczyła się gry na fortepianie w Institute of Musical Art, późniejszej Juilliard School od 1922 do 1930 roku. Uzyskała bachelor of music degree na New York University w 1933 oraz Master of Arts na Uniwersytecie Columbia w 1933 roku.
Kształciła się m.in. u Nadii Boulanger we Francji i u Isidora Philippa. Pracowała jako wykładowczyni w nowojorskim Hunter College przeszło 50 lat. Napisała dwa podręczniki do harmonii.
Była pierwszą Amerykanką, która uczyła w Fontainebleau Schools. Została wybrana jako pierwsza kobieta-kompozytorka do Amerykańskiej Akademii Sztuki i Literatury w 1974 roku. Była także pierwszą Amerykanką, której opera została wystawiona w dużym operowym teatrze europejskim. 
Zapisała 1 mln dolarów dla programu rezydencjalnego MacDowell. Zmarła w Yaddo, została pochowana w Hawthorne.

## Nagrody
- Seligman Prize w dziedzinie kompozycji (1927, 1928, 1929)[1]
- stypendium Guggenheima – dwukrotnie (jako pierwsza kobieta w historii otrzymała go dwukrotnie[4]; 1946, 1947[1])
- Harriet Cohen International Music Award(inne języki) – Sibelius Medal (1963)[5]
- National Federation of Music Clubs Award (1963)[1]
- National Association for American Composers and Conductors Award (1963)[1]

## Twórczość
Komponowała m.in. muzykę orkiestrową, chóralną, jej styl muzyczny był zbliżony do neoklasycystycznego (do 1954 roku), później przejawiał elementy serializmu; nazywano ją damskim Strawinskim. Z czasem porzuciła serializm i podążyła w kierunku nowego rodzaju muzyki tonalnej. Wybrane dzieła:
- Song of the Songless (1928)[1]
- Three Madrigals (1928)[1]
- Toccata (1944)[2]
- Introduction and Rondo Giocoso (1946)[2]
- Sonata na fortepian[2]
- The Divine Flame, oratorium (1948)[2]
- Let’s Touch the Sky na chór i instrumenty dęte (1952)[2]
- The Alcestiad(inne języki), opera (premiera 1962)[6]
- Have You Heard? Do You Know?, opera kameralna (1976)[7]